# Gmina Fałków
Die Gmina Fałków ist eine Landgemeinde im Powiat Konecki der Woiwodschaft Heiligkreuz in Polen. Ihr Sitz ist das gleichnamige Dorf mit etwa 1100 Einwohnern.

## Gliederung
Zur Landgemeinde (gmina wiejska) Fałków gehören folgende 19 Dörfer mit einem Schulzenamt:
Budy
Czermno
Czermno-Kolonia
Fałków
Gustawów
Olszamowice
Papiernia
Pląskowice
Skórnice
Smyków
Stanisławów
Starzechowice
Studzieniec
Sulborowice
Sułków
Turowice
Wąsosz
Wola Szkucka
Zbójno
Weitere Ortschaften der Gemeinde sind:
Adelinów
Jakubowice
Szpinek
Bulianów
Bulianów-Gajówka
Czarna Smuga
Dąbrowa
Dobry Widok
Greszczyn
Grzmot
Julianów
Leszczyny
Pikule
Olszamowice-Porąbka
Reczków
Rudka
Rudzisko
Sępskie Niwy
Skórnice-Poręba
Smyków-Boroniewskie
Stomorgi
Szreniawa
Trawno
Sulborowice Oddziały
Zygmuntów